# كأس تونس لكرة اليد 2019–20
كأس تونس لكرة اليد 2019–20 هو الدورة 65 من كأس تونس لكرة اليد للرجال. شارك فيها 12 فريقا.
فاز بهذا الموسم النادي الرياضي بساقية الزيت، وجاء ثانيا الترجي الرياضي التونسي.

## روابط خارجية
- الموقع الرسمي للجامعة التونسية لكرة اليد.